# Derek Drymon
Derek Drymon, né le 13 novembre 1968 à Morristown au New Jersey, est un scénariste, producteur, réalisateur, animateur et artiste de storyboard américain principalement connu pour son travail sur les séries télévisées d'animation Bob l'éponge, Rocko's Modern Life et Adventure Time.
Il est actuellement producteur délégué avec Fred Seibert de la série créée par Pendleton Ward, Adventure Time.

## Filmographie

### Producteur
- 2001-2002 : Bob l'éponge (12 épisodes)
- 2004 : Bob l'éponge, le film
- 2010 : Adventure Time (6 épisodes)

### Scénariste
- 1996 : Rocko's Modern Life (7 épisodes)
- 1998 : Michat-Michien (2 épisodes)
- 1999-2011 : Bob l'éponge (68 épisodes)
- 2004 : Bob l'éponge, le film
- 2008 : Camp Lazlo (1 épisode)

### Réalisateur
- 1996 : Rocko's Modern Life (7 épisodes, assistant réalisateur)
- 1998-1999 : Michat-Michien (3 épisodes)
- 2004-2006 : Bob l'éponge (2 épisodes)
- 2022 : Hôtel Transylvanie 4 avec Jennifer Kluska (en)

### Animateur
- 2004 : Bob l'éponge, le film
- 2008 : Kung Fu Panda
- 2009 : Monstres contre Aliens
- 2010 : Shrek 4
- 2011 : Kung Fu Panda 2
- 2011 : Le Chat potté

### Artiste de storyboard
- 1994-1996 : Rocko's Modern Life (13 épisodes)
- 1996 : Hé Arnold ! (3 épisodes)
- 1998 : Michat-Michien (3 épisodes)
- 1999 : Bob l'éponge (1 épisode)
- 2004 : Bob l'éponge, le film
- 2008 : Camp Lazlo (1 épisode)
- 2011 : Hop
- 2011 : La Nuit des carottes vivantes

### Acteur
- 2003 : My Life with Morrissey (en) : Le mauvais comédien
- 2004 : Bob l'éponge, le film : L'homme qui hurle et le pêcheur